# Federico Wenzel
Federico Eduardo „Fritz“ Wenzel (* 15. Juli 1924 in Arbolito, Uruguay; † 4. Mai 2011) war ein deutscher Protozoologe.

## Leben
Wenzel wurde als Sohn des Landwirtes Fritz Wenzel und seiner Ehefrau Elisabeth, geborene Schneider, in Uruguay geboren. Im zweiten Lebensjahr kehrten die Eltern mit ihm nach Deutschland zurück, wo er in Hamburg die Schule besuchte und am 20. März 1943 das Reifezeugnis erhielt.
Er studierte Naturwissenschaften an den Universitäten Hamburg und Erlangen. Nach der Vordiplomprüfung in Physik belegte er ab dem Wintersemester 1948/49 zoologische und botanische Vorlesungen und Übungen. Im Sommer 1949 begann er unter der Leitung seines Lehrers Hans-Jürgen Stammer am Zoologischen Institut der Universität Erlangen an Ciliaten zu forschen, über die er 1952 promovierte. Von 1954 bis 1956 forschte er an der Biologischen Bundesanstalt für Land- und Forstwirtschaft. Nach Habilitation war er von 1968 bis zur Emeritierung 1989 Professor im Fachbereich Biologie der Universität Hamburg und am dortigen Zoologischen Museum tätig.

## Ehrentaxon
Zu Ehren von Wenzel benannte Wilhelm Foissner ein von ihm erstmals beschriebenes Wimpertierchen Hemisincirra Hemisincirra wenzeli (Foissner, 1987).

## Schriften
- Die Ciliaten der Moosrasen trockner Standorte. Dissertation. Universität Erlangen, 1952.
- mit Dietrich Baumert, Paul Steiner: Zur Beeinflussung der Arthropodenfauna nordwestdeutscher Kartoffelfelder durch die Anwendung synthetischer Kontaktinsektizide (= Mitteilungen aus der Biologischen Bundesanstalt für Land- und Forstwirtschaft, Berlin-Dahlem. 109). Parey, Berlin/Hamburg 1963, ISSN 0067-5849.
- mit Dietrich Baumert, Paul Steiner: Zur Beeinflussung der Arthropodenfauna im Luzernefeld durch die Insektizide DDT und HCH (= Mitteilungen aus der Biologischen Bundesanstalt für Land- und Forstwirtschaft, Berlin-Dahlem. 113). Parey, Berlin 1964, ISSN 0067-5849.
- mit Dieter Matthes: Die Wimpertiere (Ciliata). Franckh, Stuttgart 1966.